# كأس الأمير 1964–65
أقيمت قرعة كأس الأمير في موسم 1964/1965 على النحو التالي

## الأدوار التمهيدية
- نادي القادسية الكويتي (4) × نادي السالمية (0)
- نادي الشباب الكويتي (3) × نادي كاظمة (2)
- نادي الكويت (3) × نادي الفحيحيل (1)

## الدور قبل النهائي
- نادي القادسية الكويتي (2) × نادي الشباب الكويتي (1)
- نادي العربي الكويتي (5) × نادي الكويت (0)

## النهائي
- نادي القادسية الكويتي (3) × نادي العربي الكويتي (1)

سجل أهداف القادسية :
- محمد المسعود (17، 21)
- محمد الشراح (61)

سجل هدف العربي :
- علي حسين

## حقائق من البطولة
- أكثر الفرق تسجيلا للأهداف هو نادي القادسية الكويتي، حيث سجل تسعة أهداف.
- أقل الفرق تسجيلا للأهداف هو نادي السالمية، حيث لم يسجل أي هدف.
- أكبر نتيجة كانت في مباراة نادي العربي الكويتي ونادي الكويت (5×0).
- أقل مباراة تم تسجيل فيها أهداف هي مباراة نادي القادسية الكويتي ونادي الشباب الكويتي (2×1).
- هداف البطولة لاعب نادي القادسية الكويتي عثمان العصيمي برصيد أربعة أهداف.